# Leschův–Nyhanův syndrom

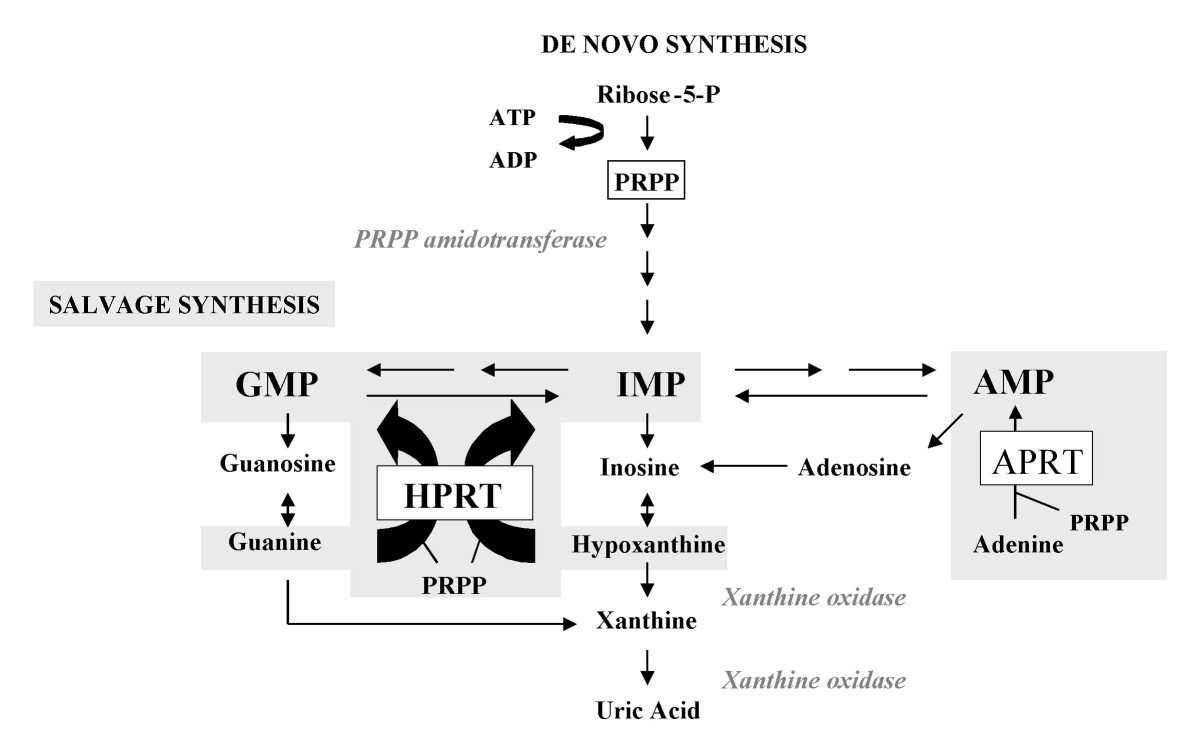
K vzniku LNS dochází kvůli poruše jednoho z kroků metabolismu purinů v těle

Leschův–Nyhanův syndrom (LNS) je vzácná metabolická porucha, způsobená kritickým nedostatkem či nefunčností enzymu HGPRT (hypoxantin-guanin fosforibosyltransferázy, zodpovědné za regeneraci nukleotidů z příslušných purinových nukleových bází). Projevuje se již v útlém věku jako encefalopatie, doprovázená pohybovými problémy a spastickými obrnami. K neurologickým problémům patří i sebepoškozování, okusování nehtů a rtů. Zároveň se v těle hromadí fosforibosyldifosfát (PRDP), který totiž nemůže v důsledku mutace vstupovat do syntézy nukleotidů z nukleových bází, což v těle zvyšuje biosyntézu samotných purinů a konečným důsledkem je hromadění kyseliny močové (produkt metabolismu nukleových bází) v těle – tzv. hyperurikémie.